# Adriana Lisboa

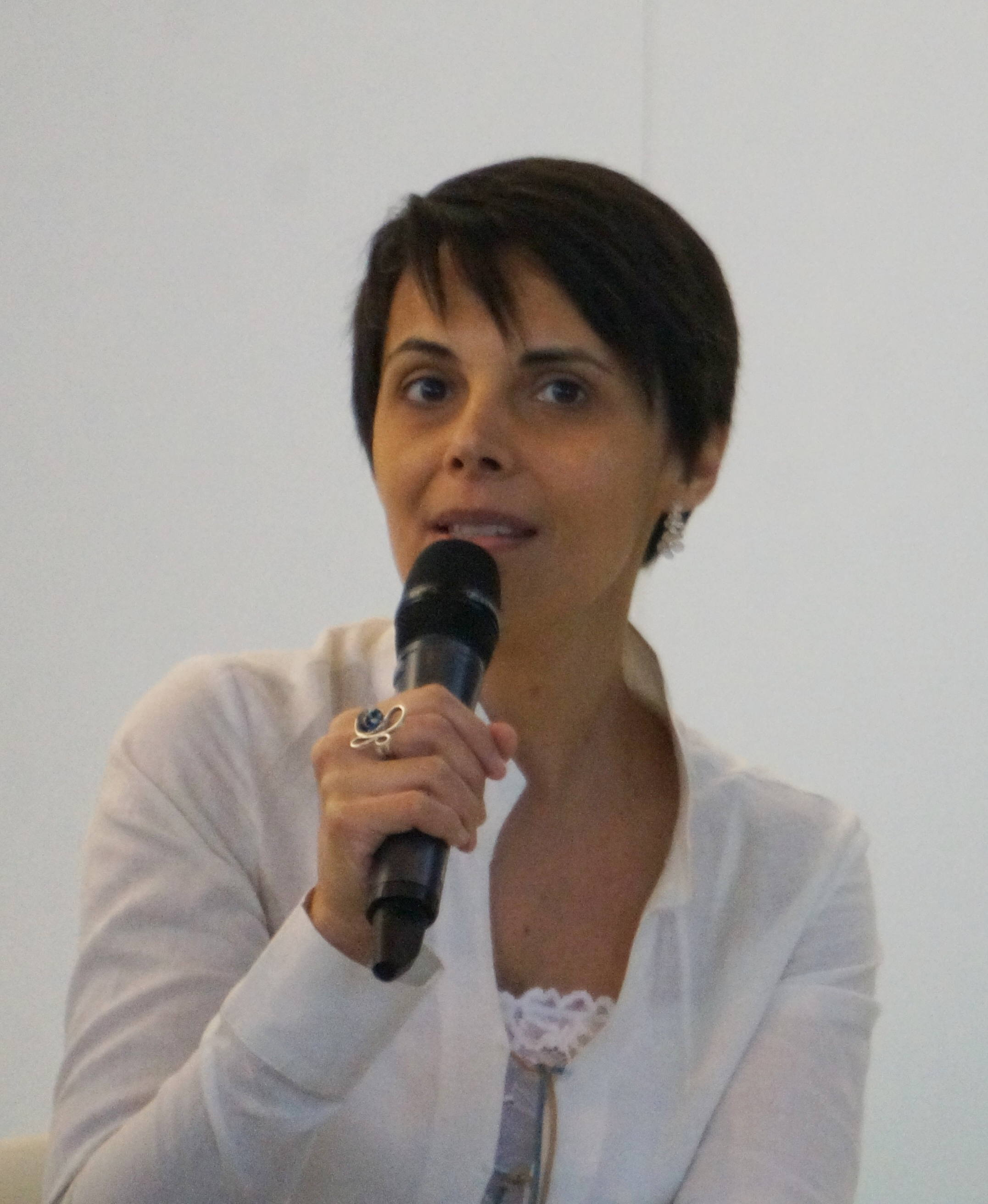
Adriana Lisboa en Lors du Salon du Livre en 2015.

Adriana Lisboa (Río de Janeiro, 1970) es una escritora brasileña.Estudió música y literatura  y recibió el reconocido Premio José Saramago. Ha publicado, entre otros libros, las novelas Sinfonia em branco, Rakushisha y Azul cuervo y los poemas de Parte da paisagem. Sus libros  han sido  traducidos y publicados en más de quince países.     

## Vida
Nació y creció en Río de Janeiro. Vivió en Francia, en Nueva Zelanda y vive hoy en Austin, EUA.
Es autora de 15 libros de ficción y poesía, publicó poemas y cuentos en varias antologías en Brasil y en el exterior.
Recibió el reconocido Premio José Saramago, en Portugal otorgado a escritores que su primera edición de una obra haya sido publicado en un país de la lusofonía, por su novela Sinfonia em branco ("Sinfonía en blanco"); el Premio Moinho Santista, en Brasil, por su obra literaria; y el premio de autor revelación de la Fundação Nacional do Livro Infantil e Juvenil (FNLIJ) por Língua de trapos ("Lengua de trapos"). 
En 2007 fue incluida por el proyecto Bogotá 39/Hay Festival en la lista de los 39 escritores latinoamericanos más importantes menores de 39 años. 
Fue dos veces finalista del premio Jabuti, en Brasil, con las novelas Um beijo de colombina ("Un beso de colombina") y Rakushisha, y tercera clasificada en el Prix des Lectrices de ELLE, en Francia, con Des roses rouge vif (traducción francesa de Sinfonia em branco). También fue finalista del Premio Literario Casino da Póvoa, en Portugal, con Rakushisha. Recibió becas de creación y traducción de la Fundação Biblioteca Nacional (Brasil), del Centre National du Livre (Francia) y de la Fundação Japão.
Tradujo al portugués obras de Cormac McCarthy, Marilynne Robinson, Robert Louis Stevenson, Mary Shelley, Amy Bloom y Émile Faguet, entre otros.
Sus libros han sido publicados en más de 20 países.
Su novela O coração às vezes para de bater ("El corazón a veces para de latir") fue adaptada al cine en Brasil en 2009 por Maria Camargo.
Con estudios en música y letras, doctora en literatura comparada por la Universidad del Estado de Río de Janeiro (UERJ), fue cantante, flautista y profesora. Fue Investigadora visitante en la Universidad de Nuevo México y en la Universidad de Texas en Austin entre los años de 2007 y 2009. Fue también escritora residente en la Universidad de Califórnia, Berkeley, en 2014 y 2017.

## Obras publicadas
Novelas
- Hanói (2013).
- Azul corvo (2010).
- Rakushisha (2007).
- Um beijo de colombina (2003).
- Sinfonia em branco (2001).
- Os fios da memória (1999)

Poesía
- Pequena música (2018).
- Parte da paisagem (2014).

Cuentos
- O sucesso (2016)
- Caligrafias (2004).

Obras infantiles y juveniles
- Um rei sem majestade (2018)
- A sereia e o caçador de borboletas (2009).
- O coração às vezes para de bater (2007).
- Contos populares japoneses (2007).
- Língua de trapos (2005).

## Principales premios
- 2003 Premio José Saramago
- 2005 Premio Moinho Santista
- 2007 Hay Festival/Bogotá - escogida como una de los 39 escritores latinoamericanos más destacados menores de 39 años
- 2004 y 2008 Premio Jabuti (finalista)
- 2011 Premio Literario del PEN Center USA (finalista)
- 2011/2014 Premio de Literatura de São Paulo (finalista)
- 2011 Premio Zaffari & Bourbon (finalista)